# アイルランドのカトリック
アイルランドのカトリックでは、アイルランドにおけるローマ・カトリック教会について記述する。

## カトリック人口
アイルランド共和国においては全人口の87.4%がカトリック信徒であり、北アイルランドでは43.8%がカトリックであるとされている。

## 歴史
パトリキウスはローマ教皇カエレスティヌスによってアイルランド布教を命じられた。6世紀になると、ヒベルノ・スコティッシュ・ミッションと呼ばれるアイルランド系教会の宣教師がブリテン島や大陸ヨーロッパに派遣され始めた。パトリキウスの他にもキルデアのブリギッド、コルンバがアイルランドの守護聖人である。アダムナヌスとセドゥリウス・スコットゥスが書き残した詩が知られている。ダロウの書も制作された。
12世紀頃、国王ヘンリー2世の時に、アイルランドはイングランドの支配下に入れられた。ヘンリー8世の離婚に端を発するイングランドの宗教改革が始まると、カトリック教会は国教会によって弾圧され始めた。17世紀半ばにはアイルランドはアイルランド・カトリック同盟を結んで国家を安定させていた。ところがオリバー・クロムウェルもかつてのテューダー朝と同様にアイルランド遠征を行い、カトリック教会は強制的に閉鎖されてプロテスタント支配が強まった。19世紀になるとジャガイモ飢饉が起きて、アイルランド人はアメリカ合衆国やカナダ、オーストラリアなどに移民して行った。
1922年になってアイルランド自由国が成立したことで、ようやくカトリック教会に対する差別が解消された。教会は人工妊娠中絶やポルノグラフィーの氾濫に異議を申し立て、社会活動に熱心に取り組んでいる。
1990年代になると、カトリック聖職者による性的虐待事件が相次いで報告され、問題視されている。